# Yolanda Segura
Yolanda Segura Vera (Querétaro, 20 de diciembre de 1989) es unx escritorx y guionista mexicana. Es además una activista feminista y disidente sexual.

## Biografía
Nació en Querétaro el 20 de diciembre de 1989. Estudió la Licenciatura en Lenguas Modernas en Español en la Universidad Autónoma de Querétaro (UAQ) graduándose en el 2011.
Posteriormente, entre 2012 y 2014, estudió la maestría en Letras latinoamericanas en la Universidad Nacional Autónoma de México (UNAM) concluyendo con una estancia de investigación en la Universidad de Buenos Aires (UBA). Desde 2016, radica en la Ciudad de México donde realizó un Doctorado en Letras en la UNAM con una tesis sobre la materialidad disidente en la poesía de Susana Thénon. Estudió guion cinematográfico en el Centro de Capacitación Cinematográfica.

### Trayectoria profesional
Después de estudiar la maestría, Yolanda regresó a Querétaro y se desempeñó como docente de tiempo libre en la Facultad de Lenguas y Letras, además de ser correctora de estilo en la Editorial Universitaria.
En el 2017, se unió a Grupo Planeta en el área de Dictámenes y Corrección de Estilo.
En el 2018, participó como docente de los seminarios “Leer cine” y “Apreciación cinematográfica” por parte de Filmoteca UNAM y como guionista del programa Literatura Mexicana, “Los siglos de Oro en la Nueva España” para Clío TV.

### Trayectoria literaria
Ha publicado poemas y artículos en diversos medios, revistas y antologías. Además, fue cocoordinadora del Seminario de Creación Literaria junto al poeta Luis Alberto Arellano (Querétaro 1976 – 2016), cofundadora del festival Slam Poético Queretano y miembro del consejo editorial del proyecto Enter Magazine enfocado a poesía.
La idea de empezar a escribir de manera creativa surgió cuando Yolanda estudiaba la maestría. En 2016 publica su primer poemario, O reguero de hormigas (Fondo Editorial Tierra Adentro, 2016). Este año también publica Todo lo que vive es una zona de pasaje (Editorial Frac de Medusas).
En 2018, fue invitada a colaborar en Tsunami, coordinado por Gabriela Jáuregui, junto a otras escritoras mexicanas, una antología donde se "exploran distintas facetas del ser mujer". También publica Estancias que por ahora tienen luz y se abren hacia el paisaje (Conarte, 2018).
En 2019 publica su poemario Per/so/na (Almadía, 2019), el cual la hizo acreedora al premio del Concurso Nacional de Poesía Joven “Francisco Cervantes Vidal" 2017, donde explora el concepto de persona: “En tanto personas somos depositarias de obligaciones, pero no necesariamente con derechos”.
Cursó también el Seminario de Producción Fotográfica 2017 en el Centro de la Imagen bajo la tutoría de la artista visual Verónica Gerber Bicecci, resultando en la muestra colectiva Nos prometieron futuro.
Además de poesía, Yolanda Segura escribe también narrativa y ensayo. Actualmente escribe una novela y publicará en 2020 un nuevo poemario.

## Obra

### Obra literaria
- O reguero de hormigas, Fondo Editorial Tierra Adentro, México, 2016.
- Todo lo que vive es una zona de pasaje, Editorial Frac de Medusas, España, 2016.
- Estancias que por ahora tienen luz y se abren hacia el paisaje, Conarte, México, 2018.
- Per/so/na, Almadía y Universidad Autónoma de Aguascalientes, México, 2019.
- serie de circunstancias posibles  en torno a una mujer mexicana de clase trabajadora, Almadía, México, 2021.

### En colaboración
- Poetas parricidas, Cuadrivio, México, 2014.[12]
- Se derrama la fuente, Colectivo Entrópico, México, 2016.[13]
- Fuego de dos fraguas, Ex Molino Taller Editorial, México, 2016.
- Si no te gusta, no me hables. Antología de ensayos feministas, El periódico de las señoras, México, 2018.
- Tsunami. La suma de voces del feminismo, Editorial Sexto Piso, México, 2018.
- Perra Mala 666. Poesía desde el micrófono abierto. U-Tópicas Ediciones, 2025[14]

### Exposiciones colectivas
- Nos prometieron futuro, Centro de la Imagen, 2018.

## Premios
- 2017 - Premio Nacional de Poesía Joven "Francisco Cervantes"
- 2018 - Premio Nacional de Poesía "Carmen Alardín"